# The Rugby Championship 2019
The Rugby Championship 2019 – ósma edycja The Rugby Championship, corocznego turnieju w rugby union rozgrywanego pomiędzy czterema najlepszymi zespołami narodowymi półkuli południowej – Argentyny, Australii, Nowej Zelandii i RPA. Turniej odbył się systemem kołowym pomiędzy 20 lipca a 10 sierpnia 2019 roku.
Wliczając turnieje w poprzedniej formie, od czasów Pucharu Trzech Narodów, była to dwudziesta czwarta edycja tych zawodów. Z uwagi na Puchar Świata w Rugby 2019 w ramach zawodów każdy z zespołów rozegrał po jednym meczu z każdym przeciwnikiem. Po ich zakończeniu zaplanowano jednak dodatkową, niepunktowaną kolejkę będącą ostatnim sprawdzianem przed Pucharem Świata. Zwycięzca meczu zyskiwał cztery punkty, za remis przysługiwały dwa punkty, porażka nie była punktowana, a zdobycie przynajmniej trzech przyłożeń więcej od rywali lub przegrana nie więcej niż siedmioma punktami premiowana była natomiast punktem bonusowym.
Poszczególne związki kolejno wyznaczały stadiony na domowe spotkania, a ostateczny harmonogram gier został opublikowany w kwietniu 2019 roku. W kolejnym miesiącu wyznaczono natomiast sędziów zawodów.

## Mecze
| 20 lipca 201917:05 | Południowa Afryka                                                                 | 35:17(14:10) | Australia                              | Emirates Airline Park, Johannesburg Sędzia: Paul Williams |
| 20 lipca 201917:05 | E. Jantjies 10 (5pd) H. Jantjies 10 (2P) De Jager 5 (P) Nkosi 5 (P) Reinach 5 (P) | 35:17(14:10) | Foley 12 (P 2pd K) Haylett-Petty 5 (P) | Emirates Airline Park, Johannesburg Sędzia: Paul Williams |
| 20 lipca 201917:05 | Esterhuizen                                                                       | 35:17(14:10) | Tupou                                  | Emirates Airline Park, Johannesburg Sędzia: Paul Williams |

| 20 lipca 201915:05 | Argentyna                          | 16:20(9:20) | Nowa Zelandia                                        | Estadio José Amalfitani, Buenos Aires Sędzia: Angus Gardner |
| 20 lipca 201915:05 | Boffelli 8 (P K) Sánchez 8 (pd 2K) | 16:20(9:20) | B. Barrett 10 (2pd 2K) Laumape 5 (P) Retallick 5 (P) | Estadio José Amalfitani, Buenos Aires Sędzia: Angus Gardner |

| 27 lipca 201919:35 | Nowa Zelandia                                    | 16:16(7:6) | Południowa Afryka                   | Westpac Stadium, Wellington Sędzia: Nic Berry |
| 27 lipca 201919:35 | Moʻunga 6 (2K) B. Barrett 5 (pd K) Goodhue 5 (P) | 16:16(7:6) | Pollard 11 (pd 3K) H. Jantjes 5 (P) | Westpac Stadium, Wellington Sędzia: Nic Berry |

| 27 lipca 201919:45 | Australia                          | 16:10(10:3) | Argentyna                                   | Suncorp Stadium, Brisbane Sędzia: Ben O’Keeffe |
| 27 lipca 201919:45 | Lealiʻifano 11 (pd 3K) Hodge 5 (P) | 16:10(10:3) | Isa 5 (P) Sánchez 3 (K) Díaz Bonilla 2 (pd) | Suncorp Stadium, Brisbane Sędzia: Ben O’Keeffe |

| 10 sierpnia 201919:45 | Australia | 47:26(16:12) | Nowa Zelandia                                                                  | Optus Stadium, Perth Sędzia: Jérôme Garcès |
| 10 sierpnia 201919:45 | Lealiʻifano 13 (2pd 3K) Hodge 10 (2P) Beale 5 (P) Koroibete 5 (P) Salakaia-Loto 5 (P) White 5 (P) Toʻomua 4 (2pd) | 47:26(16:12) | Moʻunga 6 (3pd) B. Barrett 5 (P) Ioane 5 (P) Laumape 5 (P) Lienert-Brown 5 (P) | Optus Stadium, Perth Sędzia: Jérôme Garcès |
| 10 sierpnia 201919:45 | S. Barrett | 47:26(16:12) |                                                                                | Optus Stadium, Perth Sędzia: Jérôme Garcès |

| 10 sierpnia 201916:40 | Argentyna                       | 13:46(13:24) | Południowa Afryka                                               | Estadio Padre Ernesto Martearena, Salta Sędzia: Romain Poite |
| 10 sierpnia 201916:40 | Sánchez 8 (pd 2K) Cordero 5 (P) | 13:46(13:24) | Pollard 31 (2P 3pd 5K) Mapimpi 5 (P) Mbonambi 5 (P) Kolbe 5 (P) | Estadio Padre Ernesto Martearena, Salta Sędzia: Romain Poite |
| 10 sierpnia 201916:40 | De Klerk                        | 13:46(13:24) |                                                                 | Estadio Padre Ernesto Martearena, Salta Sędzia: Romain Poite |